# Мъркюри 12
Мъркюри 12 (на английски: Mercury 12) е пилотиран космически кораб от първо поколение на САЩ. Стартът му е планиран за 1963 г. Полетът е отменен през октомври 1962 г.

## Екипаж
| Пост  | Астронавт                         |
| Пилот | Уолтър Шира един космически полет |